# Speonomus cabidochei
Speonomus cabidochei es una especie de escarabajo del género Speonomus, familia Leiodidae. Fue descrita por Besson en 1968. Se encuentra en Francia.